# Laroya
Laroya ist ein Ort und eine spanische Gemeinde in der Comarca Valle del Almanzora der Provinz Almería in der Autonomen Gemeinschaft Andalusien. Die Bevölkerung von Laroya bestand im Jahr 2024 aus 209 Einwohnern. Neben dem Hauptort Laroya gehören die Ortschaften El Arroyo Franco y Estella und El Reúl Alto zur Gemeinde.

## Geografie
Laroya liegt im Landesinneren der Provinz Almería, an den Ausläufern der Sierra de las Estancias, in einer Höhe von ca. 870 m. Die Provinzhauptstadt Almería liegt in etwa 75 Kilometer südlicher Entfernung.

## Bevölkerungsentwicklung
| Jahr      | 1970 | 1981 | 1991 | 2001 | 2011 | 2021 |
| Einwohner | 321  | 195  | 115  | 98   | 184  | 197  |

## Sehenswürdigkeiten
- Raimund-Nonnatus-Kirche (Iglesia de San Rámon Nonato) aus dem 16. Jahrhundert
- Heimatmuseum

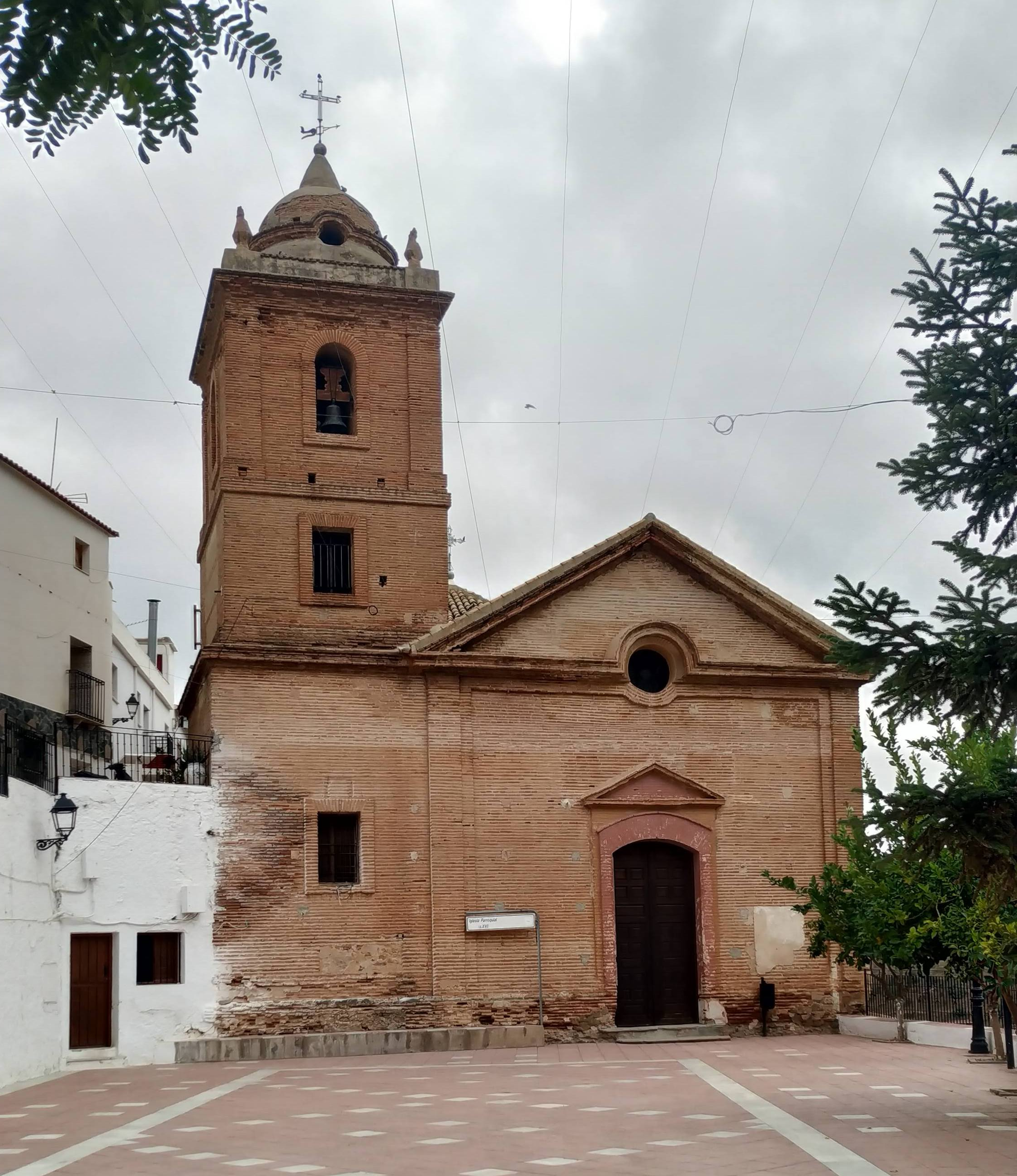
Raimund-Nonnatus-Kirche
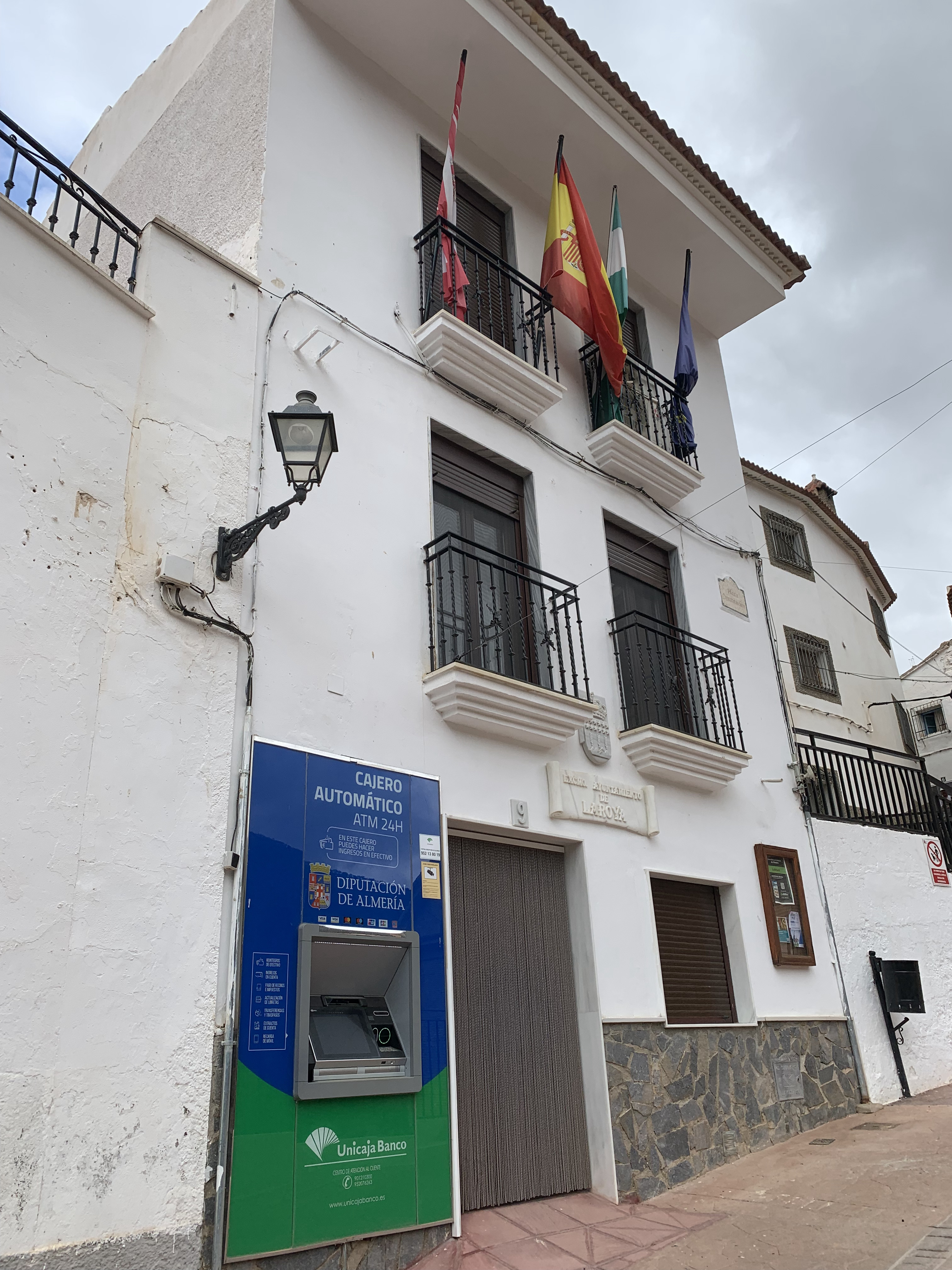
Rathaus